# Gerard C. Smith
Gerard C. Smith (4 mai 1914 - 4 juillet 1994) est un diplomate américain. 
Il fut le délégué des États-Unis lors des négociations sur la limitation des armements stratégiques en 1969 et le premier président nord-américain pour la Commission Trilatérale de 1973 à 1977. 
Il a reçu la médaille présidentielle de la Liberté le 16 janvier 1981 par Jimmy Carter.

## Œuvres
- Disarming Diplomat: The Memoirs of Ambassador Gerard C. Smith, Arms Control Negotiator, 1996,  (ISBN 1-56833-062-6).
- Doubletalk: The Story of the First Strategic Arms Limitation Talks, 1980,  (ISBN 0-385-11444-3).
- Avec Henry Owen et John Thomas Smith, Gerard C. Smith: a career in progress, 1989,  (ISBN 0-8191-7444-0).
- Avec Kenneth W. Thompson, Gerard Smith on arms control, 1989,  (ISBN 0-8191-6450-X).